# Zarétxie (Vladímir)
|  | Per a altres significats, vegeu «Zarétxie». |

Zarétxie (en rus: Заречье) és un poble de l'óblast de Vladímir, a Rússia, segons el cens del 2010 tenia 292 habitants. Pertany al districte de Kirjatx.